# Athanasio Celia
Athanasio Celia (também Athanasios ou Athanassios Celia; , ,) é um pintor, autor e especialista em arte. Ele é o fundador do "Verticalismus".  Por esse termo ele definiu a teoria de suas obras de arte que são dominadas por linhas verticais.  O primeiro grande leilão de sua arte aconteceu na Alemanha em 1995. 
Athanasio Celia tornou-se internacionalmente conhecido em 2007 por seu papel fundamental no retorno de um dos mais valiosos tesouros antigos - uma coroa dourada grego (400 aC) - do Museu J. Paul Getty para a Grécia.  Durante um vernissage de suas obras de arte, em uma galeria em Munique, em 1992, ele entrou em contato com a coroa de ouro e as pessoas que queriam vender o objeto, e deu-lhes os nomes de potenciais compradores.  Quando mais tarde soube que o objeto fora escavado ilegalmente, informou as autoridades alemãs e, anos mais tarde, deu ao Estado grego as fotos que os contrabandistas lhe haviam dado para permitir que o objeto voltasse. Um documentário premiado sobre o assunto foi transmitido em vários países. 
Como um especialista em arte Athanasio Celia tornou-se conhecido pela avaliação da arte saqueada pelos nazistas. Em dois casos, foi primeiro um caderno que Athanasio Celia atribuiu ao pintor holandês Vincent van Gogh   e, alguns meses depois, uma pintura a óleo que ele também atribuiu a Vincent van Gogh. .

## Publicações
- "Ω - ο Λόγος", publicado por EPOS 2006, grego, ISBN 9789609225304 (versão original)
  - "Der Logos - Der Gottes Beweis", publicado por Traugott Bautz Verlag 2015, alemão,  ISBN 978-3-88309-968-2  (tradução)
- Prefácio para Diodora Doreta Peppa:"The Notebook of Vincent", Concept Maniax Publications / Epos Editions 2008, inglês, ISBN 978-9609806121
- "God's letters", publicado por Athanasios Seliachas 2018, inglês, ISBN 978-9609225311